# Get Out and Get Under
Get Out and Get Under is een korte stomme film uit 1920 onder regie van Hal Roach.

## Rolverdeling
| Acteur          | Personage |
| --------------- | --------- |
| Harold Lloyd    | The Boy   |
| Mildred Davis   | The Girl  |
| Fred McPherson  | The Rival |
| Ernest Morrison | Small Boy |